# Río Pícaro
El río Pícaro es un río situado en la localidad andaluza de Algeciras. Tiene un corto recorrido de 7,7 kilómetros desde su nacimiento en la zona denominada altos del Guijo en la sierra del Algarrobo, muy cerca del nacimiento del río de la Miel en la vecina sierra de Las Esclarecidas, hasta su desembocadura en la bahía de Algeciras, ya en el parque natural del Estrecho. 

## Curso
El curso alto del río se caracteriza por la presencia de una intensa vegetación ribereña denominada localmente canuto con una singular flora de quejigo andaluz, alcornoques, ojaranzo y diversas especies de helechos relictos de la flora terciaria que se ha mantenido en estas sierras.
Tras atravesar en término municipal de Algeciras en una zona muy poco poblada, adyacente al parque natural de Los Alcornocales recibe los aportes del arroyo Marchenilla nacido en la sierra del Bujeo y de acusado estiaje y por lo tanto caudal muy fluctuante y del arroyo del Guijo.

## Desembocadura
A unos metros de la playa, en la margen derecha del río se encuentran los restos arqueológicos de la ciudad romana de Caetaria, importante factoría de salazones y de fabricación de garum y unos metros antes la Torre del Arroyo del Lobo. Desemboca en la ensenada de Getares donde ha contribuido a la formación de una flecha dunar, origen de la playa de Getares que ha cerrado el paso de la antigua ensenada que marisma. En su último tramo forma meandros a través de la zona de colmatación de arenas. Estos últimos metros de su recorrido los realiza en una zona de intensa concentración urbanística donde se degrada la flora ribereña y donde los aportes de aguas residuales no controladas contribuyen a la pérdida de biodiversidad. 
En la playa, actualmente muy degradada por la presencia humana, el río Pícaro forma una zona de inundación al no poder superar la barrera formada por la acumulación de arena cuando posee poco caudal; este humedal, de cierto valor ornitológico, y el último tramo caracterizado por un residual bosque de ribera ha sido urbanizado como espacio libre de la ciudad de Algeciras con el nombre de parque fluvial del río Pícaro. Al sur de su desembocadura vierte sus aguas el arroyo del Lobo nacido en el cerro del mismo nombre y que hasta hace pocas décadas unía su cauce en este punto de la costa con el Pícaro.

## Curiosidades
El grupo musical "La Banda Del Pícaro" debe su nombre al río algecireño.